# Barry Hay
Barry Andrew Hay, född 16 augusti 1948 i Faizabad i Indien, är en nederländsk musiker mest känd som sångare i gruppen Golden Earring. Som soloartist har han gett ut tre album. Av dessa har det mest kommersiellt framgångsrika varit The Big Band Theory (2008) som uppnådde den nederländska albumlistans andraplats.
Hay föddes i Indien i en familj med en skotsk far och en nederländsk mor. Efter föräldrarnas skilsmässa växte han upp i Nederländerna dit mamman återvände. År 1967 ersatte Hay Frans Krassenburg som sångare i The Golden Earrings. Ett par år senare slopades pluraländelsen -s och 1970 den bestämda artikeln The, varigenom bandet fick sitt nuvarande namn Golden Earring.

## Diskografi

### Studioalbum
- 1972 – Only Parrots, Frogs & Angels
- 1987 – Victory of Bad Taste
- 2008 – The Big Band Theory